# Obtectodiscus
Obtectodiscus is een geslacht van schimmels uit de familie Loramycetaceae. De typesoort is Obtectodiscus aquaticus.

## Soorten
Volgens Index Fungorum telt het geslacht twee soorten (peildatum maart 2022):
| Soortnaam                 | Auteur(s)                   | Publicatiejaar |
| ------------------------- | --------------------------- | -------------- |
| Obtectodiscus aquaticus   | E. Müll., Petrini & Samuels | 1980           |
| Obtectodiscus nectrioides | Samuels & Rogerson          | 1986           |